# Kimiya Yui
Kimiya Yui (jap. 油井 亀美也, Yui Kimiya; * 30. Januar 1970 in Kawakami, Präfektur Nagano, Japan) ist ein japanischer Raumfahrer.

## Ausbildung und militärische Laufbahn
Yui verpflichtete sich 1992 bei den Luftselbstverteidigungsstreitkräften, nachdem er die Nationale Verteidigungsakademie von Japan abgeschlossen hatte. Er flog den Luftüberlegenheitsjäger F-15J und arbeitete als Testpilot und im Generalstab der Luftselbstverteidigungsstreitkräfte. Bei seinem Ausscheiden aus dem Militärdienst im März 2009 hatte er den Rang eines Oberstleutnants inne.

## Raumfahrertätigkeit
2009 wurde er mit zwei weiteren Kandidaten ausgewählt, um als japanischer Astronaut auf der Internationalen Raumstation zu forschen. Von April 2009 bis Juli 2011 befand er sich im speziellen Training bei der NASA für den Raumflug zur ISS, mit verstärktem Training auf die Ausstattung und die Experimente des japanischen Moduls Kibō. 

### NEEMO-16
Im Juni 2012 war er ein Besatzungsmitglied der NEEMO-16-Mission, einem Unterseeforschungshabitat der National Oceanic and Atmospheric Administration (NOAA) vor der Küste Floridas, in dem er zwölf Tage arbeitete.

### Sojus TMA-17M
Im Oktober 2012 wurde Yui für einen Langzeitaufenthalt an Bord der ISS nominiert. Er startete am 22. Juli 2015 zusammen mit dem russischen Kommandanten Oleg Kononenko und dem amerikanischen Astronauten Kjell Lindgren im Raumschiff Sojus TMA-17M zur ISS. Dort arbeitete er bis zum 11. Dezember 2015 als Bordingenieur der ISS-Expeditionen 44 und 45.
Im November 2016 wurde Yui Leiter der JAXA-Astronautengruppe.

### SpaceX Crew-11
Seine nächste Zuteilung zu einem Raumflug erfolgte am 27. März 2025, als er als Missionsspezialist der Mission SpaceX Crew-11 bekannt gegeben wurde. Unter dem Kommando von Zena Cardman flog er am 1. August 2025 zusammen mit Michael Fincke und Oleg Platonow zur ISS und soll dort mehrere Monate verbringen. Ein Rückkehrdatum steht noch nicht fest.

## Privates
Yui ist verheiratet und hat drei Kinder.